# Gran Premi d'Austràlia del 2019
El Grand Premi d'Austràlia de Fórmula 1 de la temporada 2019 es disputà al Circuit d'Albert Park, de Melbourne, entre el 15 al 17 de març de 2019.

## Resultats de La Qualificació
| Pos                  | No | Pilot              | Constructor           | Part 1   | Part 2   | Part 3   | Sortida |
| -------------------- | -- | ------------------ | --------------------- | -------- | -------- | -------- | ------- |
| 1                    | 44 | Lewis Hamilton     | Mercedes              | 1:22.043 | 1:21.014 | 1:20.486 | 1       |
| 2                    | 77 | Valtteri Bottas    | Mercedes              | 1:22.367 | 1:21.193 | 1:20.598 | 2       |
| 3                    | 5  | Sebastian Vettel   | Ferrari               | 1:22.885 | 1.21.192 | 1:21.190 | 3       |
| 4                    | 33 | Max Verstappen     | Red Bull-Honda        | 1:22.876 | 1:21.678 | 1:21.320 | 4       |
| 5                    | 16 | Charles Leclerc    | Ferrari               | 1:22.017 | 1:21.739 | 1:21.442 | 5       |
| 6                    | 8  | Romain Grosjean    | Haas-Ferrari          | 1:22.959 | 1:21.870 | 1:21.826 | 6       |
| 7                    | 20 | Kevin Magnussen    | Haas-Ferrari          | 1:22.519 | 1:22.221 | 1:22.099 | 7       |
| 8                    | 4  | Lando Norris       | McLaren-Renault       | 1:22.702 | 1:22.423 | 1:22.304 | 8       |
| 9                    | 7  | Kimi Räikkönen     | Alfa Romeo-Ferrari    | 1:22.966 | 1:22.349 | 1:22.314 | 9       |
| 10                   | 11 | Sergio Pérez       | Racing Point-Mercedes | 1:22.908 | 1:22.532 | 1:22.781 | 10      |
| 11                   | 27 | Nico Hülkenberg    | Renault               | 1:22.540 | 1:22.562 |          | 11      |
| 12                   | 3  | Daniel Ricciardo   | Renault               | 1:22.921 | 1:22.570 |          | 12      |
| 13                   | 23 | Alexander Albon    | Toro Rosso-Honda      | 1:22.757 | 1:22.636 |          | 13      |
| 14                   | 99 | Antonio Giovinazzi | Alfa Romeo-Ferrari    | 1:22.431 | 1:22.714 |          | 14      |
| 15                   | 26 | Daniïl Kviat       | Toro Rosso-Honda      | 1:22.511 | 1:22.774 |          | 15      |
| 16                   | 18 | Lance Stroll       | Racing Point-Mercedes | 1:23.017 |          |          | 16      |
| 17                   | 10 | Pierre Gasly       | Red Bull-Honda        | 1:23.020 |          |          | 17      |
| 18                   | 55 | Carlos Sainz Jr.   | McLaren-Renault       | 1:23.084 |          |          | 18      |
| 19                   | 63 | George Russell     | Williams-Mercedes     | 1:24.360 |          |          | 19      |
| 20                   | 88 | Robert Kubica      | Williams-Mercedes     | 1:26.067 |          |          | 20      |
| 107% Temps: 1:27.158 |    |                    |                       |          |          |          |         |
| Font                 |    |                    |                       |          |          |          |         |

## Resultats de la Cursa
| Pos                                                             | No | Pilot              | Constructor               | Voltes | Temps / Retirada | Pos.Sortida | Punts |
| --------------------------------------------------------------- | -- | ------------------ | ------------------------- | ------ | ---------------- | ----------- | ----- |
| 1                                                               | 77 | Valtteri Bottas    | Mercedes                  | 58     | 1:25:27.325      | 2           | 261   |
| 2                                                               | 44 | Lewis Hamilton     | Mercedes                  | 58     | +20.886          | 1           | 18    |
| 3                                                               | 33 | Max Verstappen     | Red Bull Racing-Honda     | 58     | +22.520          | 4           | 15    |
| 4                                                               | 5  | Sebastian Vettel   | Ferrari                   | 58     | +57.109          | 3           | 12    |
| 5                                                               | 16 | Charles Leclerc    | Ferrari                   | 58     | +58.203          | 5           | 10    |
| 6                                                               | 20 | Kevin Magnussen    | Haas-Ferrari              | 58     | +1:27.156        | 7           | 8     |
| 7                                                               | 27 | Nico Hülkenberg    | Renault                   | 57     | +1 Volta         | 11          | 6     |
| 8                                                               | 7  | Kimi Räikkönen     | Alfa Romeo Racing-Ferrari | 57     | +1 Volta         | 9           | 4     |
| 9                                                               | 18 | Lance Stroll       | Racing Point-BWT Mercedes | 57     | +1 Volta         | 16          | 2     |
| 10                                                              | 26 | Daniil Kvyat       | Scuderia Toro Rosso-Honda | 57     | +1 Volta         | 15          | 1     |
| 11                                                              | 10 | Pierre Gasly       | Red Bull Racing-Honda     | 57     | +1 Volta         | 17          |       |
| 12                                                              | 4  | Lando Norris       | McLaren-Renault           | 57     | +1 Volta         | 8           |       |
| 13                                                              | 11 | Sergio Pérez       | Racing Point-BWT Mercedes | 57     | +1 Volta         | 10          |       |
| 14                                                              | 23 | Alexander Albon    | Scuderia Toro Rosso-Honda | 57     | +1 Volta         | 13          |       |
| 15                                                              | 99 | Antonio Giovinazzi | Alfa Romeo Racing-Ferrari | 57     | +1 Volta         | 14          |       |
| 16                                                              | 63 | George Russell     | Williams-Mercedes         | 56     | +2 Voltes        | 19          |       |
| 17                                                              | 88 | Robert Kubica      | Williams-Mercedes         | 55     | +3 Voltes        | 20          |       |
| Ret                                                             | 8  | Romain Grosjean    | Haas-Ferrari              | 29     | Rodes            | 6           |       |
| Ret                                                             | 3  | Daniel Ricciardo   | Renault                   | 28     | Accident         | 12          |       |
| Ret                                                             | 55 | Carlos Sainz Jr.   | McLaren-Renault           | 9      | Motor            | 18          |       |
| Volta ràpida: Valtteri Bottas (Mercedes) — 1:25.580 (on lap 57) |    |                    |                           |        |                  |             |       |
| Font:                                                           |    |                    |                           |        |                  |             |       |

## Classificació després de la cursa
| Pos. | Pilot            | Punts | Canvis |
| ---- | ---------------- | ----- | ------ |
| 1    | Valtteri Bottas  | 26    | =      |
| 2    | Lewis Hamilton   | 18    | =      |
| 3    | Max Verstappen   | 15    | =      |
| 4    | Sebastian Vettel | 12    | =      |
| 5    | Charles Leclerc  | 10    | =      |

| Pos. | Constructor          | Punts | Canvis |
| ---- | -------------------- | ----- | ------ |
| 1    | Mercedes             | 44    | =      |
| 2    | Ferrari              | 22    | =      |
| 3    | Red Bull-Honda       | 15    | =      |
| 4    | Haas F1 Team-Ferrari | 8     | =      |
| 5    | Renault              | 6     | =      |